# 谷口二千華
谷口二千華（日语：／ Taniguchi Nichika，1996年1月24日—），日本女子籃球運動員，效力於富士通紅浪，主要位置為鋒衛搖擺人。

## 經歷
- 綠Mini - 南淡路市・洲本市小中學校組合立廣田中學校（日语：南あわじ市・洲本市小中学校組合立広田中学校） - 夙川學院高等學校（日语：夙川学院中学校・高等学校）- 愛知學泉大學（日语：愛知学泉大学） - 富士通紅浪（日语：富士通レッドウェーブ）（2018年－）

## 日本代表經歷
- 2017年威廉·瓊斯盃國際籃球邀請賽
- 2017年夏季世界大學運動會

## 外部連結
- 谷口二千華 - 富士通レッドウェーブ（页面存档备份，存于） （日語）
- 谷口二千華 - WJBL（页面存档备份，存于） （日語）
- 谷口二千華的X（前Twitter）
- 谷口二千華的Instagram帳戶